# ترافيجورا
ترافيجورا جروب. المحدودة هي شركة تجارة سلع متعددة الجنسيات تأسست في عام 1993 وتتاجر في المعادن الأساسية والطاقة. يقع مقرها الرئيسي في سنغافورة ، ترافيجورا مسجلة قانونيا في سنغافورة . فاريجفورد، المسجلة في كوراساو ، هي الشركة الأم النهائية. هذا هو ثاني أكبر تاجر نفط خاص في العالم بعد فيتول وأكبر تاجر للمعادن في العالم.
تم إنشاء ترافيجورا بواسطة كلود دوفان وإريك دي توركهايم. انفصلت عن مجموعة من الشركات التي يديرها مارك ريتش في عام 1993. قبل وفاته، في سبتمبر 2015 ، كان دوفين يمتلك أقل من 20 ٪ من الشركة، بينما يمتلك الباقي 500 من كبار الموظفين.
تم تسمية ترافيجورا أو مشاركته في العديد من الفضائح، وخاصة تفريغ النفايات السامة في ساحل العاج عام 2006 ، والذي خلف ما يصل إلى 100000 شخص يعانون من طفح جلدي وصداع ومشاكل في الجهاز التنفسي. شاركت الشركة أيضًا في فضيحة النفط مقابل الغذاء في العراق.
قامت ترافيجورا ببناء أو شراء حصص في خطوط الأنابيب والمناجم والمصاهر والموانئ ومحطات التخزين.

## روابط خارجية
- الموقع الرسمي